# Chalami, Muddebihal
Chalami là một làng thuộc tehsil Muddebihal, huyện Bijapur, bang Karnataka, Ấn Độ.